# Harrison & Harrison

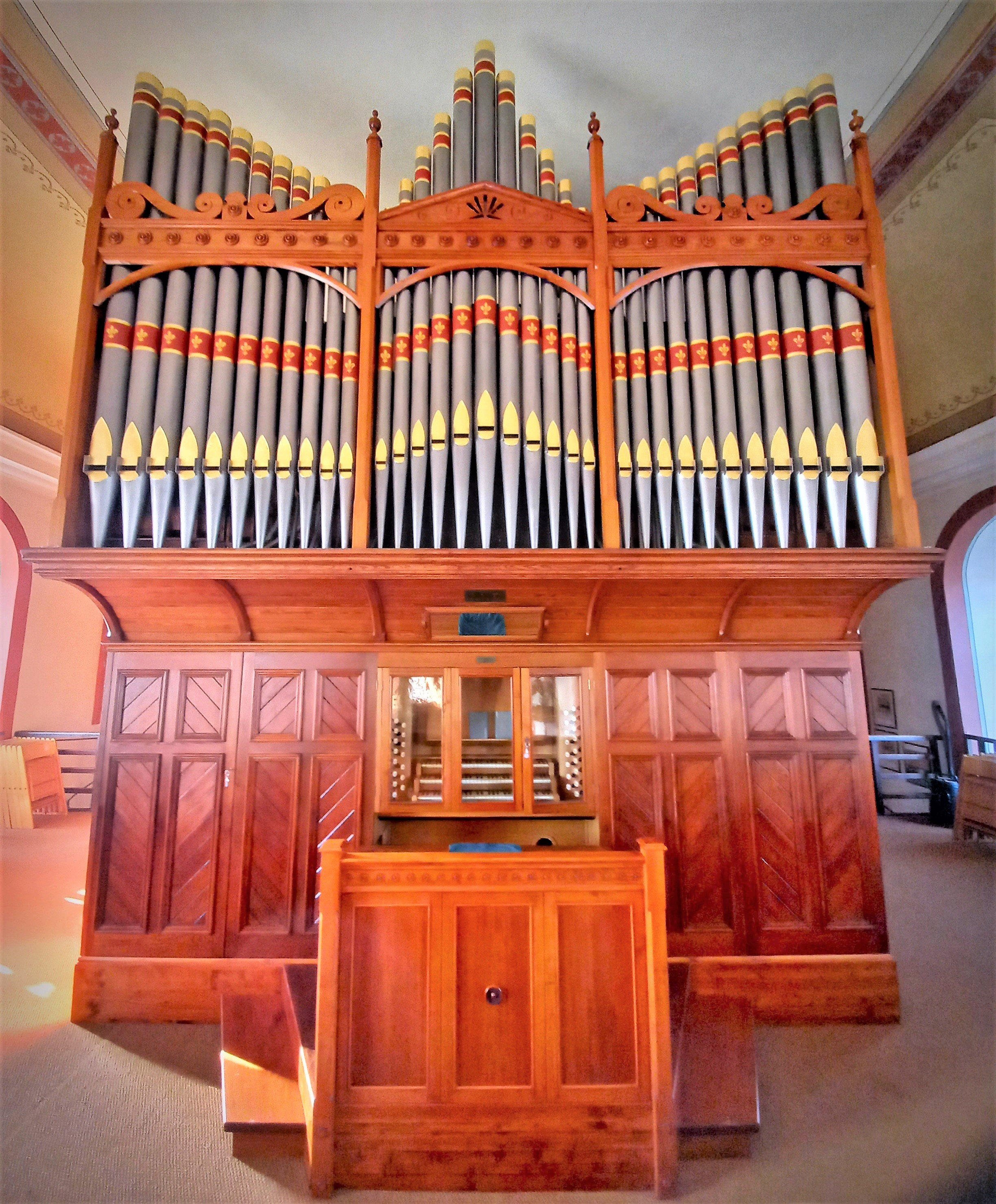
Орган в немецком городе Зайлауф, изначально построенный Harrison & Harrison в 1902 году для методистской церкви в Харрогите

Harrison & Harrison Ltd — британская органная мастерская, основанная 1861 году и базирующаяся в Дареме. Наиболее известные инструменты находятся в капелле Королевского колледжа в Кембридже, Вестминстерском аббатстве и Королевском праздничном зале.

## История
Томас Харрисон основал свою мастерскую в 1861 году в Рочдейле, а в 1871 году переехал в Дарем. Фирма его не находилась в упадке, но особенно и не процветала до тех пор, пока в 1896 году не перешла к его сыновьям Артуру и Гарри. Гарри занимался разработкой новых проектов, Артур же был чрезвычайно талантливым настройщиком, в результате чего фирма получила заказы как на переделки нескольких крупных инструментов, в том числе органа Даремского собора и уиллисовского большого органа Альберт-холла, так и на новые органы в Вестминстерском аббатстве и частной школе Россал-скул (1925). Здание бывшей бумажной фабрики на Кросс-стрит (ныне Хоуторн-террас), в котором Харрисоны работали с 1890 по 1996 годы, ныне называется Харрисон-хаус.
Артур Харрисон умер в 1936 году, Гарри ушёл на покой в 1946, после чего фирмой управлял сын Гарри — Кутберт Харрисон, а с 1975 по 2011 годы — Марк Веннинг. С 2011 по 2017 год управляющим был Кристофер Батчелор, а в 2017 году директор Королевской школы церковной музыки Эндрю Рейд оставил свой пост и стал у Харрисонов главным управляющим, а Марк Веннинг остаётся президентом.
В годы после Второй мировой войны Харрисоны внесли значительный вклад в возрождение классического органостроения, среди чего выделяются инструменты Королевского праздничного зала (7866 труб, 1950–1954 годы, в соавторстве с органистом, профессором Королевского колледжа музыки Ральфом Доунсом) и орган в Сент-Олбанс для ороаниста и композитора Питера Хурфорда. Также значительными произведениями Кутберта Харрисона являются органы собора в Ковентри, капеллы Сомервильского колледжа в Оксфорде и капеллы святого Георга в Виндзорском замке.

## Внешние ссылки
- harrisonorgans.com — официальный сайт Harrison & Harrison
- The Restoration of the Organ at St Alban's Cathedral